# Shanghai-Kommuniqué

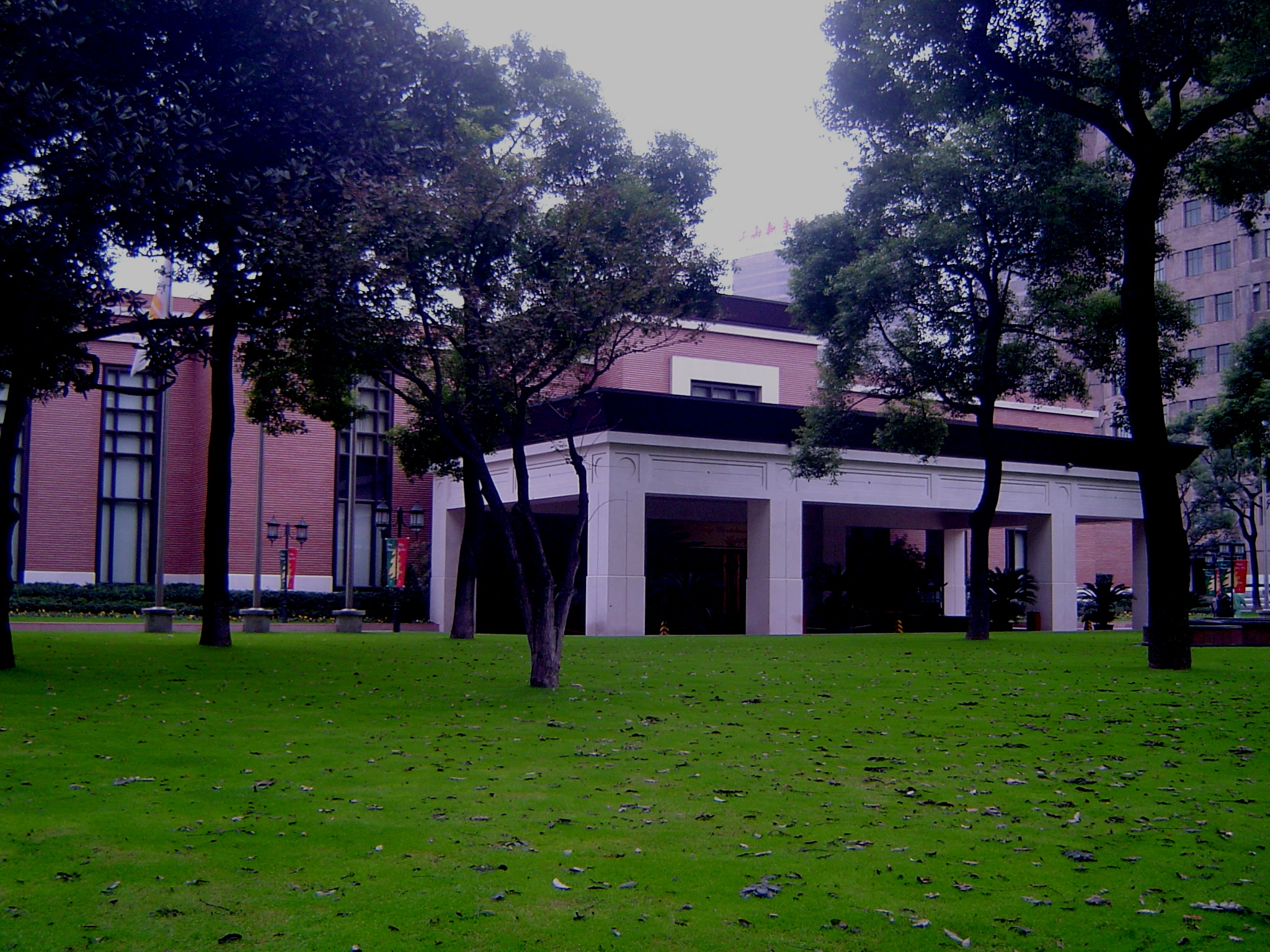
Das Jinjiang Hotel, Ort der Unterzeichnung des Vertrages.

Das Shanghai-Kommuniqué ist ein Vertrag zwischen den USA und China. Es wurde am 27. Februar 1972 im Rahmen der China-Reise von US-Präsident Nixon und dem chinesischen Premierminister Zhou Enlai unterschrieben. Durch das Kommuniqué wurden die Beziehungen zwischen den USA und China, die auf Grund der politischen Lage im Kalten Krieg äußerst schwierig waren, verbessert.

## Historischer Hintergrund
Die ehemals guten Beziehungen zwischen der Sowjetunion und China, die vor allem auf dem Kommunismus gründeten, wurden ab 1953 schlechter. Nach Stalins Tod, der in China als Vorbild galt, und der ab 1956 folgenden Entstalinisierung in der Sowjetunion wurden Differenzen zwischen der Sowjetunion unter Chruschtschow und China unter Mao Zedong deutlich. Nachdem Ende der 50er und Anfang der 60er Jahre die ehemals freundschaftlichen Beziehungen zwischen den kommunistischen Musterstaaten abgebrochen wurden, kam es 1969 zu militärischen Auseinandersetzung der beiden Staaten an den Grenzflüssen Ussuri und Amur. Ab dem Juli 1969 begann eine Phase der vorsichtigen Annäherung zwischen China und den USA. Gemäß der am 25. Februar 1971 offiziell vorgelegten Nixon-Doktrin wurden Truppen aus Südost-Asien abgezogen, um Chinas Position dort zu stärken. Außerdem übernahm China den Sitz im UN-Sicherheitsrat, den vorher Taiwan innehatte, der Staat, der einst von politischen Flüchtlingen aus Mao-China gegründet und nun von den USA gestützt wurde, und die USA zogen ihre Flotte aus der Formosa-Straße ab. Durch dieses Entgegenkommen seitens der USA und die Gespräche des damaligen Sicherheitsberaters Henry Kissinger konnte Nixons China-Reise ermöglicht werden. Diese ermöglichte schließlich die Unterzeichnung des Shanghai-Kommuniqués.

## Inhalt

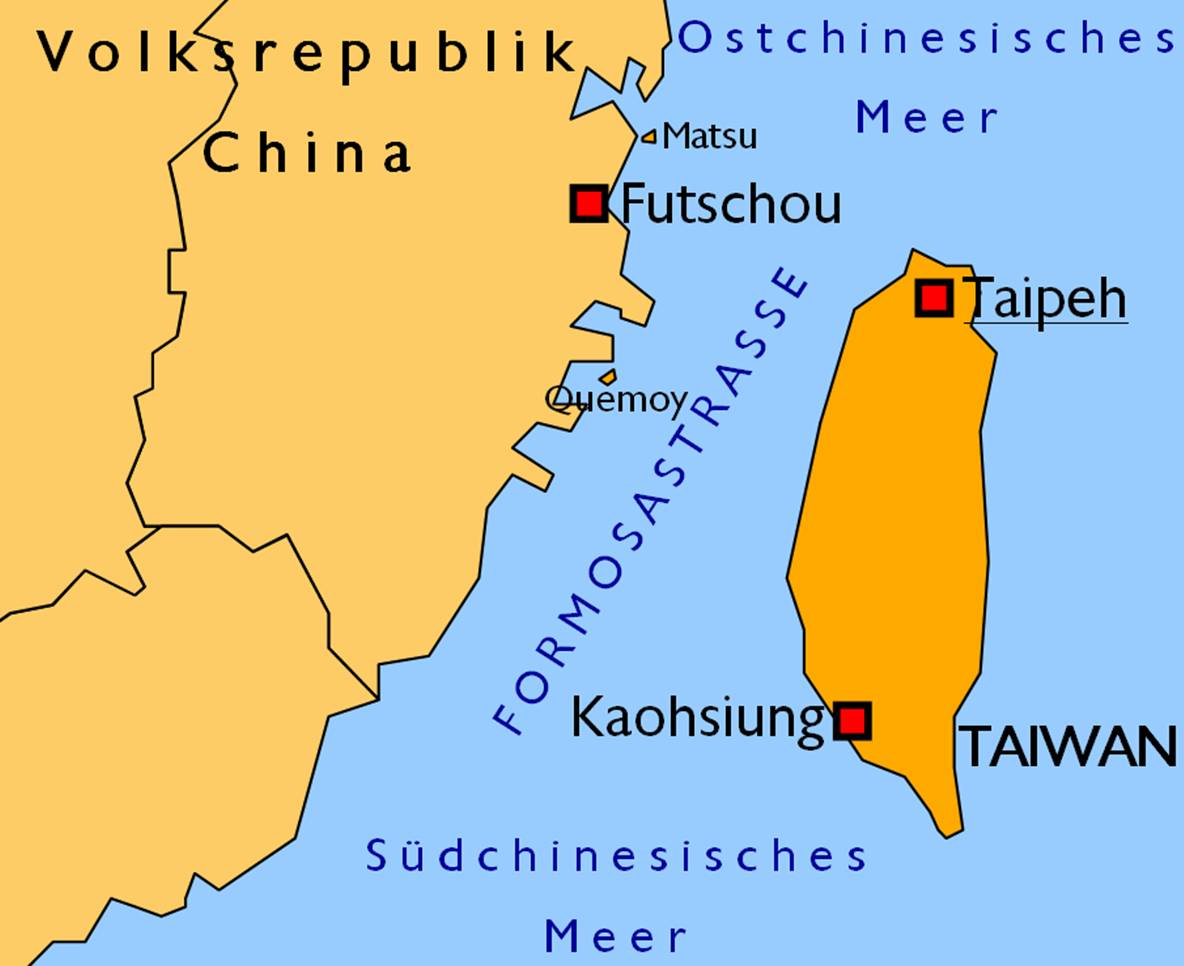

Im Shanghai-Kommuniqué wurde engere Zusammenarbeit in allen Bereichen beschlossen. Besonders profitierte davon der Handel zwischen den beiden Großmächten, aber auch in den Bereichen Wissenschaft, Sport und Kultur wurden Verbesserungen bemerkbar. Zusätzlich wurden einige amerikanische Experten nach China geschickt, die stabile Beziehungen garantieren sollten. Der große Streitpunkt zwischen den USA und China, die Rolle Taiwans, konnte durch die Aufnahme Chinas in den UN-Sicherheitsrat und den Abzug der US-Flotte halbwegs geregelt werden. In Form der Anti-Hegemonial-Klausel wurde im Shanghai-Kommuniqué auch gegenüber der Sowjetunion ein klares Zeichen gesetzt, dass China nicht mehr Bündnispartner des Ostblocks sei. In Folge entspannten sich die Beziehungen zwischen Moskau und Peking aber wieder.
Offiziell nahmen die USA und die Volksrepublik China jedoch erst am 1. Januar 1979 diplomatische Beziehungen infolge des Joint Communiqué on the Establishment of Diplomatic Relations auf. Noch bis 1978 sah die US-Regierung offiziell einzig die Regierung der Republik China (Taiwan) als legitimen Vertreter Chinas an.